# Нижеполе
Нижѐполе или Нижо̀поле (на македонска литературна норма: Нижеполе; на албански: Xhinxhopolë; на гръцки: Νιζόπολη, Низополи, на румънски: Nijopole) е високопланинско село в община Битоля на Северна Македония. Селото традиционно има влашко мнозинство.

## География
Разположено е в планината Баба в областта Пелагония, на 12 km западно от Битоля.

## История
През XIX век Нижеполе е голямо смесено българо-влашко село в Битолска кааза, Битолска нахия на Османската империя. Църквата „Света Петка“ е изградена в 1835 година. От ΧΙΧ век е и подпелистерската църква „Свети Атанасий“. В селото има и джамия. Жителите на Нижеполе имат търговски връзки с Тесалия. В 1870 година е открито гръцко училище, което е закрито в 1914 година от сръбските власти.
Александър Синве („Les Grecs de l’Empire Ottoman. Etude Statistique et Ethnographique“), който се основава на гръцки данни, в 1878 година пише, че в Низополис (Nizopolis) живеят 1000 гърци.
В „Етнография на вилаетите Адрианопол, Монастир и Салоника“, издадена в Константинопол в 1878 година и отразяваща статистиката на населението от 1873 година, Магарово, Търново и Чончополи (Magarovo, Tirnovo et Tchontchopoli) са посочени заедно като населявани от 3000 власи и 500 албанци.
През 1881 година Гушу Марку открива в Нижополе румънско училище.
„...селото Низополе, въ което стигнахме слѣдъ 1 1/2 часа по-добъръ пѫть. Прѣзъ селото протича рѣкичката Драгоръ, която извира отъ близката планина Перистери. Това село има около 2000 души и почти по-голѣмата часть отъ тѣхъ произлизатъ отъ Грамости; има и доста фарсериоти и около 20 мухамедо-албански фамилии.“
Според статистиката на Васил Кънчов („Македония. Етнография и статистика“) от 1900 година Нижо Полье или Джинджо Полье има 2030 жители, от тях 190 са българите християни, 250 арнаутите християни и 1590 власите християни.
На Етнографската карта на Битолския вилает на Картографския институт в София от 1901 година Нижополе е чисто българско село в Битолската каза на Битолския санджак с 212 къщи.
След Илинденското въстание в началото на 1904 година българите в Нижополе минават под върховенството на Българската екзархия. В Нижеполе се появява румънската пропаганда и част от жителите му изоставят гърцизма. По данни на секретаря на Българската екзархия Димитър Мишев („La Macédoine et sa Population Chrétienne“) в 1905 година в Нижополе има 160 българи екзархисти и 780 власи и функционират гръцко и румънско училище.
При избухването на Балканската война в 1912 година един човек от Нижеполе е доброволец в Македоно-одринското опълчение.
По време на българското управление на Вардарска Македония през Първата световна война Книжеполе е център на община в Битолска селска околия, в която влиза единствено самото село. Жителите му са 1328 души.
В 1961 година Нижеполе има 577 жители. След това от селото започва масова емиграция, като най-голям брой нижеполци се изселват в Битоля, в отвъдокеанските държави и в Европа. Според преброяването от 2002 година селото има 186 жители самоопределили се както следва:
| Националност     | Всичко |
| северномакедонци | 47     |
| албанци          | 30     |
| турци            | 4      |
| роми             | 0      |
| власи            | 105    |
| сърби            | 0      |
| бошняци          | 0      |
| други            | 0      |

В Нижеполе е разположен Нижеполският манастир „Свети Йоан Златоуст“.

## Личности
Родени в Нижеполе
- Васил Толев Цановски (1922 – 1944), югославски партизанин, деец на НОВМ и партизанин от трета македонска ударна бригада[15]
- Василе Ковата (1879 – 1942), румънски издател и адвокат
- Васко Ташковски (р. 1937), художник от Северна Македония
- Гена Наковска (р. 1959), арумънска поетеса
- Димитриос Чогос, агент (трети клас) на гръцката въоръжена пропаганда в Македония[16]
- Михаил Карагас, агент (трети клас) на гръцката въоръжена пропаганда в Македония[17]
- Мораитис, деец на гръцката въоръжена пропаганда в Македония[18]
- Николаос, деец на гръцката въоръжена пропаганда в Македония[19]
- Николаос Мораитис (? - 1906), деец на гръцката въоръжена пропаганда в Македония[20]
- Себис, благодетел на гръцката въоръжена пропаганда в Македония[21]
- Теодорос Адам, гръцки андартски капитан
- Теодорос Мораитис, деец на от гръцката въоръжена пропаганда в Македония[22]
- Стерьос Мораитис, деец на гръцката въоръжена пропаганда в Македония[23]